# Lena Oberdorf
Lena Sophie Oberdorf (Gevelsberg, 19 dicembre 2001) è una calciatrice tedesca, centrocampista del Bayern Monaco e della nazionale tedesca.

## Carriera

### Club
Oberdorf ha iniziato a giocare a calcio nel TuS Ennepetal, per passare in seguito al TSG Sprockhövel, disputando il campionato giovanile con la formazione D-Jugendliche giocando nelle squadre maschili fino al 2018.
Nel frattempo, nel novembre 2017 ha firmato un contratto triennale con il SGS Essen, accordo che ne prevede il trasferimento dall'estate 2018.. Il tecnico Daniel Kraus la impiega fin dal primo incontro della stagione, debuttando con la nuova maglia il 9 settembre 2018, nel secondo turno della Coppa di Germania contro il SV Henstedt-Ulzburg, e dove contribuisce alla vittoria per 14-0 siglando una doppietta. Poco meno di una settimana dopo, il 15 settembre 2018, fa il suo esordio anche in Frauen-Bundesliga, alla 1ª giornata di campionato, nella vittoria in trasferta per 4-0 con l'MSV Duisburg andando nuovamente a rete con una doppietta. La sua stagione d'esordio risulta positiva; con 9 reti su 16 incontri di campionato è la seconda migliore marcatrice della squadra dietro a Lea Schüller (14), aiutando l'SGS Essen a ottenere il suo miglior risultato il 4º posto, in Frauen-Bundesliga. Oberdorf rimane legata alla società di Essen per un'altra stagione, Con la squadra affidata per la stagione 2019-2020 al nuovo tecnico Markus Högner, Oberdorf disputa un altro campionato ad alto livello, concluso al 5º posto, mentre in Coppa la sua squadra giunge fino alla finale 4 luglio 2020, costringendo le detentrici del Wolfsburg a conquistare il loro settimo trofeo solo ai calci di rigore dopo che dopo i tempi supplementari non erano riusciti a sbloccare il risultato di 3-3.
Nel giugno 2020 viene annunciato il suo trasferimento al Wolfsburg, con il quale firma un contratto triennale fino al 2023, riuscendo a esordire con la nuova maglia, complice lo slittamento delle competizioni causa le restrizioni per la pandemia di COVID-19 in Europa, al termine della stagione 2019-2020. In quest'occasione debutta in UEFA Women's Champions League, disputando gli ultimi tre incontri a gara unica in programma della stagione, dai quarti di finale, netta vittoria per 9-1 con le scozzesi del Glasgow City, per poi, dopo la vittoria di misura in semifinale con le spagnole del Barcellona, perdere 3-1 la finale con le francesi campionesse d'Europa in carica dell'Olympique Lione.
Il 15 febbraio 2024, viene annunciato l'ingaggio a titolo definitivo di Oberdorf da parte del Bayern Monaco, con cui firma un contratto quadriennale, valido a partire dal 1º luglio seguente.

### Nazionale

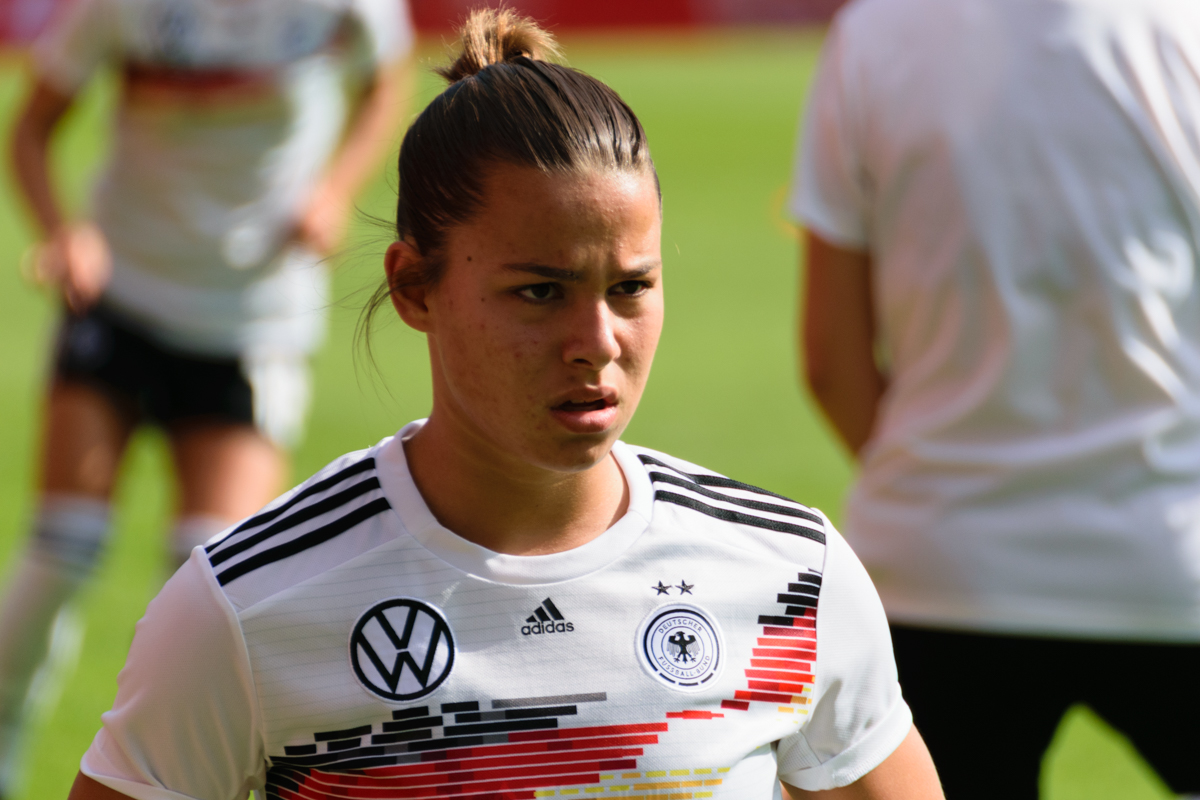
Oberdorf con la nazionale maggiore nel 2019.

Oberdorf inizia ad essere convocata dalla Federcalcio tedesca dal 2014, vestendo inizialmente la maglia della formazione under 15 debuttandovi il 28 ottobre di quell'anno, nella vittoria per 13-0 con le pari età della Scozia, subentrando al 41' a Verena Wieder. Due giorni dopo ha vinto 8-0 in un'altra amichevole contro la Scozia, segnando il primo gol. A luglio 2016, partecipa con la squadra nazionale U-16 alla Nordic Cup.
Anche nel 2016 è stata la più giovane giocatrice della squadra U-17 per il Campionato del Mondo in Giordania dove affronta Venezuela e Camerun mentre nel quarto di finale contro la Spagna.
Nel 2017, si qualifica per il Campionato Europeo in Repubblica Ceca vinto 3-1 ai rigori contro la Spagna. 
Dopo il torneo è stata votata "Golden Player" dalla UEFA.
Nel dicembre 2018 viene convocata per la prima volta in nazionale maggiore allenata da Martina Voss-Tecklenburg per il ritiro invernale dal 14 al 21 gennaio 2019 a Marbella. Il suo debutto è avvenuto il 6 aprile 2019 a Solna in una vittoria per 2-1 contro la nazionale svedese, sostituendo Turid Knaak al 61'. A 17 anni e 109 giorni è l'ottava giocatrice più giovane a debuttare in nazionale.
Per la Coppa del Mondo 2019 è stata convocata da Voss-Tecklenburg nella squadra tedesca.
Il 16 luglio 2024, durante l'incontro delle qualificazioni agli Europei del 2025 con l'Austria, Oberdorf ha riportato la lesione dei legamenti crociato e mediale del ginocchio destro, dovendo quindi rinunciare ai Giochi olimpici di Parigi.

## Statistiche

### Presenze e reti nei club
Aggiornate al 28 maggio 2023.
| Stagione         | Squadra          | Campionato       | Campionato | Campionato | Coppe nazionali | Coppe nazionali | Coppe nazionali | Coppe continentali | Coppe continentali | Coppe continentali | Altre coppe | Altre coppe | Altre coppe | Totale | Totale |
| Stagione         | Squadra          | Comp             | Pres       | Reti       | Comp            | Pres            | Reti            | Comp               | Pres               | Reti               | Comp        | Pres        | Reti        | Pres   | Reti   |
| ---------------- | ---------------- | ---------------- | ---------- | ---------- | --------------- | --------------- | --------------- | ------------------ | ------------------ | ------------------ | ----------- | ----------- | ----------- | ------ | ------ |
| 2018-2019        | SGS Essen        | BL               | 16         | 9          | CG              | 2               | 2               |                    | -                  | -                  |             | -           | -           | 18     | 11     |
| 2019-2020        | SGS Essen        | BL               | 20         | 3          | CG              | 4               | 0               |                    | -                  | -                  |             | -           | -           | 24     | 3      |
| Totale SGS Essen | Totale SGS Essen | Totale SGS Essen | 36         | 12         |                 | 6               | 2               |                    | -                  | -                  |             | -           | -           | 42     | 14     |
| 2019-2020        | Wolfsburg        | BL               | -          | -          | CG              | -               | -               | UWCL               | 3                  | 0                  |             | -           | -           | 3      | 0      |
| 2020-2021        | Wolfsburg        | BL               | 20         | 7          | CG              | 5               | 4               | UWCL               | 3                  | 1                  |             | -           | -           | 28     | 12     |
| 2021-2022        | Wolfsburg        | BL               | 17         | 2          | CG              | 4               | 1               | UWCL               | 9                  | 0                  | -           | -           | -           | 30     | 3      |
| 2022-2023        | Wolfsburg        | BL               | 17         | 3          | CG              | 4               | 0               | UWCL               | 8                  | 0                  | -           | -           | -           | 29     | 3      |
| Totale Wolfsburg | Totale Wolfsburg | Totale Wolfsburg | 54         | 12         |                 | 13              | 5               |                    | 23                 | 1                  |             | -           | -           | 90     | 18     |
| Totale carriera  | Totale carriera  | Totale carriera  | 90         | 24         |                 | 19              | 7               |                    | 23                 | 1                  |             | -           | -           | 132    | 32     |

### Cronologia presenze e reti in nazionale
| Cronologia completa delle presenze e delle reti in nazionale ― Germania | Cronologia completa delle presenze e delle reti in nazionale ― Germania | Cronologia completa delle presenze e delle reti in nazionale ― Germania | Cronologia completa delle presenze e delle reti in nazionale ― Germania | Cronologia completa delle presenze e delle reti in nazionale ― Germania | Cronologia completa delle presenze e delle reti in nazionale ― Germania | Cronologia completa delle presenze e delle reti in nazionale ― Germania | Cronologia completa delle presenze e delle reti in nazionale ― Germania |
| Data                                                                    | Città                                                                   | In casa                                                                 | Risultato                                                               | Ospiti                                                                  | Competizione                                                            | Reti                                                                    | Note                                                                    |
| ----------------------------------------------------------------------- | ----------------------------------------------------------------------- | ----------------------------------------------------------------------- | ----------------------------------------------------------------------- | ----------------------------------------------------------------------- | ----------------------------------------------------------------------- | ----------------------------------------------------------------------- | ----------------------------------------------------------------------- |
| 6-4-2019                                                                | Solna                                                                   | Svezia                                                                  | 1 – 2                                                                   | Germania                                                                | Amichevole                                                              | -                                                                       | 61’                                                                     |
| 9-4-2019                                                                | Paderborn                                                               | Germania                                                                | 2 – 2                                                                   | Giappone                                                                | Amichevole                                                              | -                                                                       | 46’                                                                     |
| 30-5-2019                                                               | Paderborn                                                               | Germania                                                                | 2 – 0                                                                   | Cile                                                                    | Amichevole                                                              | -                                                                       | 46’                                                                     |
| 8-6-2019                                                                | Rennes                                                                  | Germania                                                                | 1 – 0                                                                   | Cina                                                                    | Mondiali 2019 - Fase a gironi                                           | -                                                                       | 46’                                                                     |
| 12-6-2019                                                               | Valenciennes                                                            | Germania                                                                | 1 – 0                                                                   | Spagna                                                                  | Mondiali 2019 - Fase a gironi                                           | -                                                                       | 64’                                                                     |
| 22-6-2019                                                               | Grenoble                                                                | Germania                                                                | 3 – 0                                                                   | Nigeria                                                                 | Mondiali 2019 - Ottavi di finale                                        | -                                                                       | 69’                                                                     |
| 29-6-2019                                                               | Rennes                                                                  | Germania                                                                | 1 – 2                                                                   | Svezia                                                                  | Mondiali 2019 - Quarti di finale                                        | -                                                                       | 69’                                                                     |
| 31-8-2019                                                               | Kassel                                                                  | Germania                                                                | 10 – 0                                                                  | Montenegro                                                              | Qual. Euro 2022                                                         | -                                                                       |                                                                         |
| 3-9-2019                                                                | Leopoli                                                                 | Ucraina                                                                 | 0 – 8                                                                   | Germania                                                                | Qual. Euro 2022                                                         | 1                                                                       |                                                                         |
| 5-10-2019                                                               | Aquisgrana                                                              | Germania                                                                | 8 – 0                                                                   | Ucraina                                                                 | Qual. Euro 2022                                                         | -                                                                       |                                                                         |
| 8-10-2019                                                               | Salonicco                                                               | Grecia                                                                  | 0 – 5                                                                   | Germania                                                                | Qual. Euro 2022                                                         | 1                                                                       | 61’                                                                     |
| 9-11-2019                                                               | Londra                                                                  | Inghilterra                                                             | 1 – 2                                                                   | Germania                                                                | Amichevole                                                              | -                                                                       | 46’                                                                     |
| 4-3-2020                                                                | Faro                                                                    | Germania                                                                | 1 – 0                                                                   | Svezia                                                                  | Algarve Cup 2020 - Prima fase                                           | -                                                                       | 82’                                                                     |
| 19-9-2020                                                               | Essen                                                                   | Germania                                                                | 3 – 0                                                                   | Irlanda                                                                 | Qual. Euro 2022                                                         | -                                                                       |                                                                         |
| 27-11-2020                                                              | Ingolstadt                                                              | Germania                                                                | 6 – 0                                                                   | Grecia                                                                  | Qual. Euro 2022                                                         | -                                                                       | 46’                                                                     |
| 1-12-2020                                                               | Dublino                                                                 | Irlanda                                                                 | 1 – 3                                                                   | Germania                                                                | Qual. Euro 2022                                                         | -                                                                       |                                                                         |
| 21-2-2021                                                               | Aquisgrana                                                              | Germania                                                                | 2 – 0                                                                   | Belgio                                                                  | Three Nations, One Goal Cup                                             | -                                                                       |                                                                         |
| 24-2-2021                                                               | Venlo                                                                   | Paesi Bassi                                                             | 2 – 1                                                                   | Germania                                                                | Three Nations, One Goal Cup                                             | -                                                                       |                                                                         |
| 10-6-2021                                                               | Strasburgo                                                              | Francia                                                                 | 1 – 0                                                                   | Germania                                                                | Amichevole                                                              | -                                                                       |                                                                         |
| 18-9-2021                                                               | Cottbus                                                                 | Germania                                                                | 7 – 0                                                                   | Bulgaria                                                                | Qual. Mondiali 2023                                                     | -                                                                       | 29’ 46’                                                                 |
| 21-9-2021                                                               | Chemnitz                                                                | Germania                                                                | 5 – 1                                                                   | Serbia                                                                  | Qual. Mondiali 2023                                                     | -                                                                       |                                                                         |
| 26-11-2021                                                              | Braunschweig                                                            | Germania                                                                | 8 – 0                                                                   | Turchia                                                                 | Qual. Mondiali 2023                                                     | -                                                                       | 63’                                                                     |
| 30-11-2021                                                              | Faro                                                                    | Portogallo                                                              | 1 – 3                                                                   | Germania                                                                | Qual. Mondiali 2023                                                     | -                                                                       | 86’                                                                     |
| 17-2-2022                                                               | Middlesbrough                                                           | Germania                                                                | 1 – 1                                                                   | Spagna                                                                  | Arnold Clark Cup 2022                                                   | -                                                                       |                                                                         |
| 9-4-2022                                                                | Bielefeld                                                               | Germania                                                                | 3 – 0                                                                   | Portogallo                                                              | Qual. Mondiali 2023                                                     | 1                                                                       |                                                                         |
| 12-4-2022                                                               | Stara Pazova                                                            | Serbia                                                                  | 3 – 2                                                                   | Germania                                                                | Qual. Mondiali 2023                                                     | -                                                                       |                                                                         |
| 24-6-2022                                                               | Erfurt                                                                  | Germania                                                                | 7 – 0                                                                   | Svizzera                                                                | Amichevole                                                              | -                                                                       | 74’                                                                     |
| 8-7-2022                                                                | Brentford                                                               | Germania                                                                | 4 – 0                                                                   | Danimarca                                                               | Euro 2022 - Fase a gironi                                               | -                                                                       | 40’ 84’                                                                 |
| 12-7-2022                                                               | Londra                                                                  | Germania                                                                | 2 – 0                                                                   | Spagna                                                                  | Euro 2022 - Fase a gironi                                               | -                                                                       | 86’                                                                     |
| 21-7-2022                                                               | Brentford                                                               | Germania                                                                | 2 – 0                                                                   | Austria                                                                 | Euro 2022 - Quarti di finale                                            | -                                                                       |                                                                         |
| 27-7-2022                                                               | Milton Keynes                                                           | Germania                                                                | 2 – 1                                                                   | Francia                                                                 | Euro 2022 - Semifinali                                                  | -                                                                       | 90+4’                                                                   |
| 31-7-2022                                                               | Londra                                                                  | Inghilterra                                                             | 2 – 1 dts                                                               | Germania                                                                | Euro 2022 - Finale                                                      | -                                                                       | 57’                                                                     |
| 7-10-2022                                                               | Dresda                                                                  | Germania                                                                | 2 – 1                                                                   | Francia                                                                 | Amichevole                                                              | -                                                                       | 66’                                                                     |
| 11-11-2022                                                              | Fort Lauderdale                                                         | Stati Uniti                                                             | 1 – 2                                                                   | Germania                                                                | Amichevole                                                              | -                                                                       | 63’                                                                     |
| 13-11-2022                                                              | Harrison                                                                | Stati Uniti                                                             | 2 – 1                                                                   | Germania                                                                | Amichevole                                                              | -                                                                       | 33’                                                                     |
| 7-4-2023                                                                | Sittard                                                                 | Paesi Bassi                                                             | 0 – 1                                                                   | Germania                                                                | Amichevole                                                              | -                                                                       | 62’                                                                     |
| 11-4-2023                                                               | Norimberga                                                              | Germania                                                                | 1 – 2                                                                   | Brasile                                                                 | Amichevole                                                              | -                                                                       | 64’                                                                     |
| 7-7-2023                                                                | Fürth                                                                   | Germania                                                                | 2 – 3                                                                   | Zambia                                                                  | Amichevole                                                              | -                                                                       | 46’                                                                     |
| 30-7-2023                                                               | Sydney                                                                  | Germania                                                                | 1 – 2                                                                   | Colombia                                                                | Mondiali 2023 - Fase a gironi                                           | -                                                                       | 57’                                                                     |
| 3-8-2023                                                                | Brisbane                                                                | Corea del Sud                                                           | 1 – 1                                                                   | Germania                                                                | Mondiali 2023 - Fase a gironi                                           | -                                                                       |                                                                         |
| Totale                                                                  |                                                                         | Presenze                                                                | 40                                                                      |                                                                         | Reti                                                                    | 3                                                                       |                                                                         |

## Palmarès

### Club
- Campionato tedesco: 1

Wolfsburg: 2021-2022
- Coppa di Germania: 1

Wolfsburg: 2021-2022

### Nazionale
- Campionato d'Europa under 17: 1

Repubblica Ceca 2017

### Individuale
- Campionato d'Europa under 17: 1

Golden Player 2017
- Fritz-Walter-Medaille

 Oro 2020
 Argento 2019
 Bronzo 2018